# Giulio Rèpaci
Pour les articles homonymes, voir Rèpaci (homonymie).
 (novembre 2009).
Si vous disposez d'ouvrages ou d'articles de référence ou si vous connaissez des sites web de qualité traitant du thème abordé ici, merci de compléter l'article en donnant les références utiles à sa vérifiabilité et en les liant à la section « Notes et références ».
Pour les articles homonymes, voir Rèpaci.
Giulio Rèpaci est un microbiologiste italien né vers l’an 1880 à Palmi, en Calabre. Son nom est associé à Eubacterium moniliforme (Repaci 1910)

## Biographie
Il entre à l'Institut Pasteur où il suit le cours de microbiologie professé entre autres par Émile Roux, de novembre 1907 à mars 1908.
Il découvre ensuite Bacillus moniliformis (Repaci 1910 E. moniliforme). Il a publié de nombreuses publications, dont une avec le docteur Adrien Veilon.
Son frère cadet, Leonida Rèpaci, était écrivain.